# 斯瓦廷達內峰
71°39′S 12°30′E / 71.650°S 12.500°E
斯瓦廷達內峰（英語：Svarttindane Peaks）是南極洲的山峰，位於東部南極洲的毛德皇后地，屬於沃爾塔特山脈中南彼得曼山脈的一部分，處於大斯瓦托恩峰以南3.7公里，該山峰由德國的探險隊發現。